# Nomenclatura IUPAC
Nomenclatura Usual (IUPAC) é um sistema de nomeação de compostos químicos e de descrição da ciência química em geral. Ela é desenvolvida e mantida atual através da União Internacional de Química Pura e Aplicada (cuja sigla em inglês é IUPAC).
As regras para se nomear compostos orgânicos e inorgânicos estão contidas em duas publicações, conhecidos como Livro Azul e Livro Vermelho, respectivamente. Uma terceira publicação, conhecida como Livro Verde descreve as recomendações para o uso dos símbolos de grandezas físicas, enquanto uma quarta publicação, o Livro Dourado contém a definição de uma grande quantidade de termos técnicos utilizados na química. Compêndios similares existem para bioquímica (em associação com a IUBMB), química analítica e química macromolecular. Estes livros são suplementados por recomendações menos extensas para circunstâncias específicas, sendo publicadas de tempos em tempos no Journal of Pure and Applied Chemistry.
Este artigo irá tratar do sistema de nomenclatura em geral, com maior enfoque em seus ideais e desenvolvimento histórico.

## Objetivos da nomenclatura química
A função primária da nomenclatura química é garantir que a pessoa que escuta ou lê um nome químico está livre de ambiguidades para o composto químico a que se refere: cada nome deve se referir a uma única substância.  É considerado menos importante garantir que cada substância deva ter um nome único, embora o número aceitável de nomes é limitado.
Também é preferível que o nome contenha alguma informação sobre a estrutura ou química do composto. O número CAS forma um exemplo extremo de nomes que não atendem a esta função: cada um se refere a um único composto simples mas nenhum contém informação sobre a estrutura.  Podemos adicionar [7647-14-5] à comida, mas não [133-43-9]— a primeira forma é o cloreto de sódio, a última cianeto de sódio
A forma de nomenclatura a ser utilizada depende do público alvo: não existe uma única forma correta, apenas formas diferentes que são mais ou menos apropriadas para diferentes circunstâncias.
Um nome comum muitas vezes será suficiente para identificar um composto num conjunto particular de circunstâncias.  Existe um risco mínimo do "sal" na mesa de cozinha ser cianeto de sódio (tecnicamente um sal). Para ser mais aplicável genericamente, o sal deve indicar ao menos a fórmula química: doravante o sal de mesa é referido quimicamente como cloreto de sódio, o que indica, pelas regras da nomenclatura IUPAC para compostos inorgânicos, que a fórmula do composto é NaCl.  Para ser mais específico ainda, um arranjo tridimensional dos átomos pode ser especificado: existem ocasiões onde pode ser necessário para distinguir entre o cloreto de sódio (estrutura de haleto) (a forma comum) e cloreto de césio (estrutura CsCl) (de interesse teórico apenas).  Em apenas algumas situações específicas (por exemplo a construção de um índice completo), se torna necessário garantir que cada composto tem um nome único: isto requer a adição de regras extras ao sistema padrão da IUPAC (o número CAS é o mais comumente usado neste contexto), ao custo de termos nomes que são maiores e menos familiares para a maioria dos leitores. Outro sistema que tem ganho popularidade é o  - enquanto os símbolos  InChI não são legíveis para humanos eles contêm informações completas sobre a estrutura da substância.  Isto os torna mais gerais que os números CAS.
O sistema IUPAC é algumas vezes criticado por essas falhas citadas quando estas se tornam relevantes (por exemplo em diferir a reatividade dos alótropos do enxofre que a IUPAC não distingue).  Enquanto a IUPAC tem a vantagem de ser legível sobre a numeração CAS seria difícil reclamar que os nomes IUPAC para algumas moléculas relevantes (como a rapamycin) sejam legíveis, então a maioria dos pesquisadores usa os nomes informais.

## História
A nomenclatura da alquimia é rica em descrições, mas não efetivamente de acordo com os objetivos delineados acima. Opiniões diferem se isto foi deliberadamente uma parte dos primórdios da alquimia ou se foi uma consequência das particularidades (às vezes esotéricas) da teoria da estrutura onde eles trabalharam.
Enquanto ambas as explicações são provavelmente válidas para alguns contextos,  é memorável que o primeiro sistema "moderno" de nomenclatura surgiu ao mesmo tempo que o de distinção por Lavoisier entre elementos e compostos, no século XVIII
O químico francês Louis-Bernard Guyton de Morveau publicou suas recomendações em 1782, esperando que seu "método constante de denominação"  iria "ajudar a inteligência e aliviar a memória". O sistema foi refinado com a colaboração de Berthollet, de Fourcroy e Lavoisier, e promovido posteriormente num texto que iria sobreviver por muito tempo depois de sua morte na guilhotina em 1794.   O projeto foi exposto por Berzelius, que adaptou as ideias para a língua alemã.iupac.
As recomendações de Guyton cobriam apenas o que hoje conheceríamos como compostos inorgânicos.  Com a expansão massiva da química orgânica por volta do final do século XIX e um maior entendimento das estruturas dos compostos orgânicos, a necessidade por um sistema de nomenclatura menos ad hoc foi sentida assim as ferramentas teóricas se tornaram disponíveis para tornar isto possível. Uma conferência internacional foi reunida em Genebra no ano de 1892 pelas sociedades de químicas nacionais, os quais aceitaram amplamente as propostas de padronização levantadas.
Uma comissão foi formada em 1913 pelo Conselho Internacional de Associações de Sociedades de Química, mas seu trabalho foi interrompido pela primeira guerra.  Após a guerra, a tarefa passou para a recém formada União Internacional de Química Pura e Aplicada, que inicialmente indicou comissões para nomenclatura orgânica, inorgânica bioquímica em 1921 e continua a fazê-lo até hoje em dia.